# 西布蘭奇鎮區 (密歇根州)
西布蘭奇鎮區（英語：West Branch Township）是位於美國密歇根州米索基縣的一個行政鎮區。

## 地方資料
西布蘭奇鎮區的面積為92.28平方千米，當中陸地面積為92.07平方千米，而水域面積為0.21平方千米。根據2020年美國人口普查的數據，當地共有人口452人，而人口密度為每平方千米4.9人。